# Katja Boh
Katja Boh (r. Szekely), slovenska sociologinja, pedagoginja, političarka in diplomatka, *16. maj 1929, † 8. avgust 2008.
Katja Boh je leta 1974 doktorirala iz sociologije, nato pa se je v svojem strokovnem delu posvečala predvsem sociologiji družine. 16. maja 1990 je postala predsednica Republiškega komiteja za zdravstveno in socialno varstvo; s tega položaja je bila razrešena 15. januarja 1991. Tega leta je postala tudi prva veleposlanica Republike Slovenije v Avstriji, kjer je ostala do leta 1997. Po veroizpovedi je bila judinja, poleg tega pa je bila tudi ustanovna članica Slovenske Demokratske Stranke.